# Cristiano Augusto di Anhalt-Zerbst
Cristiano Augusto di Anhalt-Zerbst (Dornburg, 29 novembre 1690 – Zerbst, 16 marzo 1747) è stato un generale e feldmaresciallo prussiano, principe di Anhalt-Zerbst e padre della zarina Caterina II di Russia.

## Biografia
Cristiano Augusto era figlio del principe Giovanni Luigi I di Anhalt-Zerbst e nel 1708, ancora giovanissimo, aveva ottenuto il grado di capitano di un reggimento della Guardia nell'esercito prussiano. Dall'11 febbraio 1709 prestò servizio come capitano di una compagnia nell'8º Reggimento a piedi Anhalt-Zerbst di stanza a Stettino.
Nel 1711 ricevette il cavalierato dell'Ordine De la Générosité, che in seguito divenne il Pour le Mérite, e il 1º marzo 1713 venne elevato di grado e promosso maggiore. Durante la guerra di successione spagnola, a cui prese parte, combatté nei Paesi Bassi e nel 1714 venne posto a capo di un reggimento incaricato delle operazioni in quell'area. Il 4 gennaio 1716 venne nominato colonnello e il 14 agosto 1721 maggior generale.
Il 24 maggio del 1725 Cristiano Augusto fu decorato con la medaglia prussiana dell'Ordine dell'Aquila Nera, mentre il 22 gennaio 1729 fu nominato comandante dell'avamposto di Stettino. Il 28 maggio 1732 venne nominato luogotenente generale e l'8 aprile 1741 passò ad occuparsi della fanteria con il grado di generale. Il 5 giugno dello stesso anno divenne Governatore di Stettino. Il 16 maggio 1742 venne nominato feldmaresciallo da Federico II di Prussia.
Per quanto riguarda il proprio principato, governò sull'Anhalt-Zerbst assieme al fratello maggiore Giovanni Luigi II dal 1742 al 1746, anno in cui questi morì, lasciando a Cristiano Augusto la sola reggenza (dal momento che Giovanni non aveva avuto figli), che però durò per un solo anno, in quanto nel 1747 anche Cristiano morì, lasciando la successione al proprio figlio primogenito Federico Augusto.

## Matrimonio e figli
L'8 novembre 1727, Cristiano Augusto sposò Giovanna Elisabetta di Holstein-Gottorp, figlia del principe Cristiano Augusto di Schleswig-Holstein-Gottorp, dalla quale ebbe cinque figli:
- Sofia Augusta Federica (1729 - 1796), imperatrice consorte (gennaio 1762-luglio 1762) come moglie dello Zar Pietro III di Russia (1728 - 1762), Imperatrice di Russia dopo aver spodestato il marito (1762-1796)
- Guglielmo Cristiano Federico (17 novembre 1730 - 27 agosto 1742)
- Federico Augusto (1734 - 1793), principe di Anhalt-Zerbst, sposò la Principessa Carolina d'Assia-Kassel ed alla morte di questa si sposò in seconde nozze nel 1764 con la principessa Federica Augusta Sofia di Anhalt-Bernburg
- Augusta Cristina Carlotta (10 novembre 1736 - 24 novembre 1736)
- Elisabetta Ulrica (17 dicembre 1742 - 5 marzo 1745)

## Ascendenza
|                                    |                      |                                  | Genitori                            |  |  | Nonni |  |  | Bisnonni                 |  |  | Trisnonni                    |  |
|                                    |                      |                                  |                                     |  |  |       |  |  | Rodolfo di Anhalt-Zerbst |  |  | Gioacchino Ernesto di Anhalt |  |
|                                    |                      |                                  |                                     |  |  |       |  |  | Rodolfo di Anhalt-Zerbst |  |  | Gioacchino Ernesto di Anhalt |  |
|                                    |                      | Eleonora di Württemberg          |                                     |  |  |       |  |  | Rodolfo di Anhalt-Zerbst |  |  |                              |  |
| Giovanni VI di Anhalt-Zerbst       |                      |                                  |                                     |  |  |       |  |  | Rodolfo di Anhalt-Zerbst |  |  |                              |  |
|                                    |                      | Maddalena di Oldenburg           | Giovanni VII di Oldenburg           |  |  |       |  |  |                          |  |  |                              |  |
|                                    |                      | Maddalena di Oldenburg           | Giovanni VII di Oldenburg           |  |  |       |  |  |                          |  |  |                              |  |
|                                    |                      | Maddalena di Oldenburg           | Elisabetta di Schwarzburg           |  |  |       |  |  |                          |  |  |                              |  |
| Giovanni Luigi I di Anhalt-Zerbst  |                      | Maddalena di Oldenburg           |                                     |  |  |       |  |  |                          |  |  |                              |  |
|                                    |                      | Federico III di Holstein-Gottorp | Giovanni Adolfo di Holstein-Gottorp |  |  |       |  |  |                          |  |  |                              |  |
|                                    |                      | Federico III di Holstein-Gottorp | Giovanni Adolfo di Holstein-Gottorp |  |  |       |  |  |                          |  |  |                              |  |
|                                    |                      | Federico III di Holstein-Gottorp | Augusta di Danimarca                |  |  |       |  |  |                          |  |  |                              |  |
| Sofia Augusta di Holstein-Gottorp  |                      | Federico III di Holstein-Gottorp |                                     |  |  |       |  |  |                          |  |  |                              |  |
|                                    |                      | Maria Elisabetta di Sassonia     | Giovanni Giorgio I di Sassonia      |  |  |       |  |  |                          |  |  |                              |  |
|                                    |                      | Maria Elisabetta di Sassonia     | Giovanni Giorgio I di Sassonia      |  |  |       |  |  |                          |  |  |                              |  |
|                                    |                      | Maria Elisabetta di Sassonia     | Maddalena Sibilla di Hohenzollern   |  |  |       |  |  |                          |  |  |                              |  |
| Cristiano Augusto di Anhalt-Zerbst |                      | Maria Elisabetta di Sassonia     |                                     |  |  |       |  |  |                          |  |  |                              |  |
|                                    | Cristiano di Zeutsch | …                                |                                     |  |  |       |  |  |                          |  |  |                              |  |
|                                    | Cristiano di Zeutsch | …                                |                                     |  |  |       |  |  |                          |  |  |                              |  |
|                                    | Cristiano di Zeutsch | …                                |                                     |  |  |       |  |  |                          |  |  |                              |  |
| Giorgio Folrath di Zeutsch         | Cristiano di Zeutsch |                                  |                                     |  |  |       |  |  |                          |  |  |                              |  |
|                                    |                      | Lucrezia di Spiegel              | …                                   |  |  |       |  |  |                          |  |  |                              |  |
|                                    |                      | Lucrezia di Spiegel              | …                                   |  |  |       |  |  |                          |  |  |                              |  |
|                                    |                      | Lucrezia di Spiegel              | …                                   |  |  |       |  |  |                          |  |  |                              |  |
| Cristina Eleonora di Zeutsch       |                      | Lucrezia di Spiegel              |                                     |  |  |       |  |  |                          |  |  |                              |  |
|                                    |                      | Wolf Giorgio di Weissenbach      | …                                   |  |  |       |  |  |                          |  |  |                              |  |
|                                    |                      | Wolf Giorgio di Weissenbach      | …                                   |  |  |       |  |  |                          |  |  |                              |  |
|                                    |                      | Wolf Giorgio di Weissenbach      | …                                   |  |  |       |  |  |                          |  |  |                              |  |
| Cristina di Weissenbach            |                      | Wolf Giorgio di Weissenbach      |                                     |  |  |       |  |  |                          |  |  |                              |  |
|                                    |                      | Marta di Könritz                 | …                                   |  |  |       |  |  |                          |  |  |                              |  |
|                                    |                      | Marta di Könritz                 | …                                   |  |  |       |  |  |                          |  |  |                              |  |
|                                    |                      | Marta di Könritz                 | …                                   |  |  |       |  |  |                          |  |  |                              |  |
|                                    |                      | Marta di Könritz                 |                                     |  |  |       |  |  |                          |  |  |                              |  |